# ابراهیم علی (بازیکن فوتبال)
ابراهیم علی (انگلیسی: Ibrahim Ali؛ زادهٔ ۱ ژوئیهٔ ۱۹۵۰) بازیکن فوتبال بود.
وی به‌همراه تیم ملی فوتبال عراق در بازی‌های المپیک تابستانی ۱۹۸۰ شرکت کرده‌است.